# DB Cargo UK
DB Cargo UK, voorheen bekend als DB Schenker Rail (UK) Ltd. en daarvoor als English, Welsh and Scottish Railway Ltd (EWS), is een Britse spoorwegmaatschappij voor goederen dat deel uitmaakt van DB Cargo. De onderneming is in 1996 opgericht door Wisconsin Central Ltd, nadat vier divisies van de goederentak van British Rail waren overgenomen. In 2001 werd Wisconsin Central, en daarmee ook EWS, gekocht door Canadian National Railway (CN). English, Welsh and Scottish Railway werd in 2007 overgenomen door Deutsche Bahn (DB). 

## Tractie
DB Cargo UK maakt hoofdzakelijk gebruik van drie soorten locomotieven voor het rijden van haar treinen. Hoofdzakelijk zijn deze het type class 66 die in het hele Verenigd Koninkrijk actief zijn. Begin deze eeuw werden 250 class 66 locomotieven besteld bij General Electric om een groot deel van de oude vloot locomotieven class 58 en class 60 te vervangen. In 2024 reden er nog 160 class 66 locomotieven en was de class 58 niet meer in gebruik.
Er zijn nog ruim 80 locomotieven class 60 actief. Deze locomotieven hebben een groter vermogen waardoor ze zwaardere treinen kunnen trekken, daarom zijn ze veelal in Zuid-Wales en rond Scunthorpe aan te treffen in het staalvervoer.
Naast dieseltractie rijden er ook 24 elektrische locomotieven class 90. Omdat het Britse spoorwegnet slechts voor een klein deel geëlektrificeerd is, rijden deze treinen vooral op de as Kanaal Tunnel/Felixstowe-Wembley-Birmingham-Carslise-Mossend.

## Vervoer in het Verenigd Koninkrijk
In 2019 vervoerde DB Cargo UK zo'n 40 miljoen ton vracht en was daarmee de grootste railgoederenvervoerder in het Verenigd Koninkrijk. Goederen die vervoert worden zijn staal en containers. Daarnaast bestaat er een wagenladingnetwerk, wat inhoudt dat een klant losse wagens boekt die samen met wagens van andere klanten worden gebundeld en via een proces van rangeren terechtkomen bij de ontvanger. De grootste hub voor dit vervoer in het Verenigd Koninkrijk is Didcot Yard.

### Vervoer in Cornwall
Het enige overgebleven vervoer in het (uiterste) zuidwesten van het Verenigd Koninkrijk betreft het omvangrijke kaolien vervoer in opdracht van de Franse bedrijf Imerys. Vanuit de laadplaats nabij Goonbarrow rijdt twee keer per dag een trein beladen met kaolien in opvallende witte tweeassige zelflossers (type CDA) naar de overslagterminal in Fowey van waaruit de kaolien geëxporteerd wordt naar overzeese bestemmingen. 
Aanvullend op dit vervoer wordt ook de laadplaats van Parkandillac nog een keer per week bediend. Om de kosten te drukken verzorgt DB Cargo UK al dit vervoer met één diesellocomotief class 66 die wordt ingezet vanuit (machinisten)standplaats St. Blazey. De enige andere vaste vervoersstroom die Cornwall rijk was sneuvelde januari 2014 en betrof de aanvoer van diesel vanuit de raffinaderij van Eastleigh naar Rock Port net buiten Penzance, waar de diesel bestemd was voor het tanken van reizigerstreinen.